# Nora Herz
Nora Evelyn Herz (* 13. Mai 1906 in Hipperholme, England; † 25. Dezember 1999 in London) war eine Bildhauerin, Keramikerin und Autorin, die als Werkstättenpartnerin des Berliner Malers und Keramikers Emil Pottner arbeitete und ab 1934 als Mitarbeiterin der HB-Werkstätten für Keramik tätig war.

## Leben
Nora Herz wurde als drittes von vier Kindern der Pianistin Maria Herz und ihres Ehemanns Albert Herz in Hipperholm (Calderdale, West Yorkshire) geboren. 1914 weilte die Familie zu Besuch in Köln, als der Erste Weltkrieg ausbrach. Albert Herz wurde einberufen, die Familie blieb in Köln. Hier wuchs sie im Umfeld ihres Onkels, des jüdischen Rechtsanwalts Moritz Bing, auf.
Nora Herz ließ sich als Keramikerin ausbilden. Sie stellte 1927 den Kontakt ihrer Freundin Hedwig Bollhagen zu der Kölner Keramikerin Margarete Heymann, die mit ihrem Ehemann Gustav Loebenstein 1923 die Haël-Werkstätten für Künstlerische Keramik in Marwitz gegründet hatte, her. Nora Herz war in dieser Zeit mit dem Bruder von Margarete Heymann, Fritz Heymann befreundet.
1931 war Nora Herz bei Gertrud Kraut, dann 1932 in einer keramischen Werkstätte Adendorf tätig. Nora Herz machte im Herbst 1933 Hedwig Bollhagen auf die zum Verkauf stehenden Haël-Werkstätten für Künstlerische Keramik aufmerksam. Margarete Heymann sah sich nach der Machtergreifung der Nationalsozialisten als jüdische Unternehmerin zunehmend persönlichen Angriffen und Denunziationen ausgesetzt und musste 1933 ihr Unternehmen zunächst stilllegen und, als sich kein Teilhaber finden konnte, 1934 unter Wert an den Funktionär Heinrich Schild verkaufen. Schild stellte Hedwig Bollhagen als künstlerische Leiterin der neu gegründeten HB-Werkstätten für Keramik ein. Nora Herz arbeitete bis 1937 immer mal wieder an ihren Skulpturen in den Werkstätten von Hedwig Bollhagen in Marwitz.
Nora Herz zog 1934 nach Berlin und wirkte in Ateliergemeinschaft mit dem Keramiker Emil Pottner, der bis Kriegsbeginn in einem alten Stadtwinkel von Charlottenburg seinen Ofen hatte: „Zu Pottner fühlte sich Nora Herz schon durch ihre Freude an der Tierplastik hingezogen.“ Zahlreiche Fotos von Herbert Sonnenfeld dokumentieren die Arbeit im gemeinsamen Atelier in Charlottenburg, aus dem auch die von den HB-Werkstätten im Katalog in der Produktgruppe "Figuren" abgebildeten Kleinplastiken von Nora Herz hervorgingen: "Ente schwimmend" (F15), "Spatz" (F16), "Ente stehend" (F17), "Zickchen" (F12), "Esel" (F19), "Fohlen" (F18) und möglicherweise der weiterhin in Serie produzierte "Weihnachtsmann" (F12, 4,5 cm Höhe). Die in Berlin entworfenen Tierplastiken wurden von den HB-Werkstätten vertrieben und sind bis heute vorhanden.
In den 1930er Jahren gehörte die Familie des Malers Lyonel Feininger zum Berliner Bekanntenkreis von Nora Herz und ihrer Mutter Maria. Theodore Lux Feininger fotografierte Nora Herz mehrfach im privaten Umfeld.
Nora Herz emigrierte 1938 nach England und wirkte seit etwa 1941 in New York, zeigte ihre Arbeiten im Sculpture Center, im Rahmen der New York Ceramic Art, wurde durch Kunstpreise geehrt und unterrichtete am Newark Museum of Art bis 1955. Sie war in den 1950er Jahren ständige Mitarbeiterin der Zeitschrift Ceramic Age. Am 25. Dezember 1999 starb sie im Alter von 93 Jahren in London.

## Ausstellungen (Auswahl)
- Women in Art, Contemporary Arts Museum Houston,1953
- 148th Annual Exhibition, Pennsylvania Academy of the Fine Arts, 1953
- Newark Museum Crafts Show, 1966
- Jewish Women Ceramicists from Germany after 1933, Online-Ausstellung des Jüdischen Museums Berlin